# Algansea popoche
Algansea popoche es el rey de las popochas un pez de agua dulce que pertenece a la familia Cyprinidae incluida en el orden Cypriniformes alcanza una talla de hasta 230 mm cuyas características comprenden la
ausencia de barbillas maxilares. 
El cuerpo es gris parduzco claro en el dorso y de blanco a
plateado en el vientre; la banda lateral es muy difusa o ausente. Otros caracteres diagnósticos
son el número de branquiespinas, que va de 53 a 87 en el primer arco branquial y que se
incrementa con la edad; escamas únicamente con radios en los campos laterales y posteriores; el
intestino forma una flexión en el sentido de las manecillas del reloj con el ápice dirigido hacia
delante; labios delgados, boca fuertemente dirigida hacia arriba, mandíbula 10.2 a 12 % y amplitud
interorbital 10.8 a 12.2 % en la longitud patrón (Barbour y Miller 19
Cyprinidae en el orden de los Cypriniformes).

## Alimentación
Se alimenta en el fondo, filtrando lodo y materia orgánica, lo que es coincidente con el número
elevado de branquiespinas (De Buen 1942). Se le considera como omnívora; su alimento principal
son decápodos (Cambarellus), aunque también consume restos vegetales y materia de origen animal.
En 36 tractos digestivos analizados el porcentaje de frecuencia de ocurrencia fue Cambarellus (64),
restos de origen animal (50), restos vegetales (42), copépodos (25), cladóceros (19), diatomeas
(17) y algas filamentosas (11); esta dieta tiene variaciones ontogénicas, los alevines obtienen
energía del vitelo para poco después ser zooplantófagos y pasar a omnívoros en las fases de
juvenil y adulto.

## Reproducción
Es ovíparo.La popocha acostumbra remontar las corrientes de los ríos para desovar, permaneciendo en ellos
desde mediados de junio hasta fines de agosto, el desove coincide con la temporada de lluvias y
tiene lugar en zonas de ligero oleaje del lago y en la desembocadura de los ríos adyacentes. Los
huevos fecundados son amarillentos y se encuentran en las orillas, entre los tules o sobre las
piedras, su diámetro oscila entre 3 a 5 mm, son libres, transparentes y de forma esférica, requieren
de agitación para su incubación, la cual tiene una duración de cinco días a 24 °C. La popocha
alcanza la madurez sexual en un año (De Buen 1946; Arreguí 1979).
Durante la época reproductiva los machos adultos desarrollan tubérculos nupciales en las aletas
pectorales y pélvicas y en la cabeza, pero nunca en el cuerpo y aletas impares (Barbour y Miller
1978); en cambio, las hembras manifiestan el dimorfismo por lo abultado de su vientre

## Hábitat
Es un pez de agua dulce.Conocida solo del lago de Chapala y su efluente, el río Grande de Santiago, antes de la caída
de Juanacatlán. Es posible que ocurra en la porción baja del río Lerma, adyacente al lago de
Chapala (Barbour y Miller 1978).

## Distribución geográfica
Se encuentran en Norteamérica.

## Antecedentes de la especie
Esta especie fue más abundante a principios de siglo (1909-1912) hasta la construcción de un dique que dividió en dos al lago de Chapala, cerca del delta del Lerma, para recuperar con fines agrícolas cerca de 50,000 hectáreas de zonas de ciénega y que destruyó gran parte de la vegetación
establecida en el lago, hábitat primario de esta especie. La popocha es considerada, dentro de las especies del lago de Chapala como escasa. Debido a que es una de las especies del género que alcanza mayores tallas, tiene una alta demanda en el mercado local y regional.

## Conservación
Conservación
La popocha se encuentra protegida en el cuadro oficial de vedas de los recursos pesqueros de
México, mismo que prohíbe su captura del 1º de julio al 15 de agosto.
Otras medidas que pueden contribuir en su protección quedan contempladas dentro del seguimiento
del Plan Chapala, que incluye la recuperación del volumen y calidad del agua del lago, que
repercutirán en el restablecimiento del hábitat (Arreguí, 1979).
Otra forma de promover su conservación es implementar un plan de manejo acuícola similar al que
se efectúa con A. lacustris en el lago de Pátzcuaro (Rivera y Orbe, 1990).
Factores de riesgo
La disminución de las poblaciones de esta especie ha sido causada principalmente por la
modificación del hábitat, el deterioro ecológico y la alta demanda ejercida por los lugareños sobre este
recurso.